# Squadron of Justice
Squadron of Justice è il nome utilizzato da due gruppi di personaggi originari della Fawcett Comics. Ogni squadra ebbe una sola comparsa in una sola storia.

## Prima versione
In Whiz Comics n. 21, il nome fu applicato in qualche modo ad alcuni oscuri membri della Famiglia Marvel chiamati Luogotenenti Marvel. Tre giovani di diverse aree del paese (Texas, Ozarks e Brooklyn) tutti di nome Billy Batson leggevano le avventure di Capitan Marvel sui fumetti e si chiesero se pronunciare la parola "SHAZAM!" avrebbe lavorato con loro allo stesso modo. Quando accadde, i tre ragazzi pronunciarono la parola nello stesso istante ed ognuno di loro fu trasformato in uno dei Luogotenenti Marvel, con poteri simili a quelli di Capitan Marvel. L'unico modo di trasformarsi o di tornare normali poteva avvenire solo se la parola magica veniva pronunciata da tutti e tre contemporaneamente.

## La seconda versione
La "moderna" Squadron of Justice comparve in una storia, in Justice League of America dal n. 135 al n. 137 negli anni settanta. Sebbene il gruppo non fu mai chiamato formalmente "Squadron of Justice", ci si riferì ad esso come "La Squadron of Justice di Shazam" sulla copertina di Justice League of America n. 135.
La Squadron, che era basata sulla Terra parallela conosciuta come Terra-S, era formata dai seguenti supereroi:
- Bulletman e Bulletgirl: Jim Barr era uno scienziato della polizia che inventò l'Elmetto della Gravità, che permetteva a lui e a sua moglie Susan di volare nell'aria come letterali proiettili volanti.
- Ibis l'Invincibile: il Principe Amentep era il figlio di un antico Faraone egiziano che fu resuscitato nell'era moderna, insieme a sua moglie, la Principessa Taia. Ibis utilizzò lo scettro mistico di Ibis e i suoi incredibili poteri nella sua lotta contro il crimine e le minacce.
- Mister Scarlet, Pinky e Whiz Kid: il Procuratore Distrettuale Brian Butler ed il suo figlio adottivo utilizzarono le loro abilità di assi dell'acrobatica e le loro stranissime armi contro tutte le varietà di crimine.
- Spy Smasher: Alan Armstrong era uno sportivo della Virginia che combatteva il crimine e i nemici dell'America con le sue superbe abilità nel combattimento e i suoi metodi tecnologici.

## Trama
Il gruppo fu messo insieme da Mercurio per salvare gli dei anziani ed il Mago Shazam da un assalto di King Kull e i suoi Uomini Bestia. Mercurio inserì anche alcuni supereroi della Justice League di Terra-1 (Superman, Lanterna Verde, Flash, Freccia Verde, Hawkman e Hawkgirl) e della Justice Society of America di Terra-2 (Batman, Robin, Lanterna Verde originale, Flash originale, Wonder Woman e Johnny Thunder) per dominare la situazione, dato che la paralisi di Shazam, gli impediva di trasformare Billy Batson, Mary Batson e Freddy Freeman nella Famiglia Marvel.
Il piano di King Kull era di distruggere la vita su tutte e tre le Terre così che lui ed i suoi Uomini Bestia avrebbero potuto governare liberamente si di essi. Superman, Wonder Woman, Spy Smasher e Freccia Verde si diressero sulla Terra-2 per battersi contro gli agenti di King Kull: Queen Clea di Atlantide, il Pinguino, Blocbuster ed Ibac, dato che Queen Clea voleva prendere il possesso di tutto il continente di Atlantide. I criminali furono inviati con relativa facilità, ma una strana nuvola comparve sull'isola e la fece affondare di nuovo sotto le onde in un modo molto distruttivo, che King Kull voleva accadesse ad ogni continente della Terra. Superman utilizzò il suo super respiro per congelare la nuvola e gettare il blocco di ghiaccio sulla testa di una cometa passante, mettendo fine alla minaccia. Gli eroi si ridiressero quindi alla Terra-S, dato che Atlantide scomparve nuovamente sotto le acque.
Sulla Terra-S, una serie di distruttivi e davvero strani eventi successero in tutto il mondo. Ci fu un'eclissi molto strana che mantenne un lato del pianeta in un'oscurità permanente e l'altro lato in luce continua. Ci fu un'attività vulcanica nelle Rocce Canadesi, come testimoniato da Hawkman, Hawkgirl, Bullettman e Bullettgirl, e quando Hawkman volò più vicino ad uno dei vulcani, la sua spalla cominciò a pietrificarsi. Fuori dalla costa di Atlantide, un iceberg si mosse nell'acqua ad incredibile velocità e trasformando qualsiasi cosa con cui veniva in contatto (persino le persone) in ghiaccio. Le formazioni delle rocce vennero alla vita nel Giardino degli Dei (Garden of the Gods) in Colorado e cominciarono a mutare le persone in pietre.
Anche Billy Batson, radiocronista di punta alla Stazione Radiofonica WHIZ a New York (e alter ego di Capitan Marvel), riportò che la struttura in acciaio di un edificio in costruzione, cominciò ad andarsene da solo, dopo aver tramutato tutti gli operai in statue di ferro. Batman, Robin, Mister Scarlet e Pinky cominciarono ad investigare sull'accaduto, ma Batman si avvicinò troppo all'edificio e parte della sua mascella divenne di ferro (rendendogli difficile l'uso della parola). Esaminarono i corpi degli operai trasformati e scoprirono che tutti avevano uno strano ghigno, come quello associato solitamente all'effetto procurato dal gas esilarante del Joker. Il Joker (di Terra-2), stava in effetti lavorando un vecchio nemico di Bullettman e Bullettgirl, conosciuto come Weeper. I due inviarono altro gas nella gioielleria locale, che trasformò i clienti e le persone all'interno in diamanti viventi, e i diamanti e i gioielli seguirono i due criminali fuori dal negozio al momento della fuga. Mister Scarlet notò le tracce lasciate sui marciapiedi dalle gemme moventi e i quattro eroi le seguirono fino alla tana dei due criminali, di cui si occuparono, oltre ai loro scagnozzi.
Gli eroi portarono un campione del nuovo gas del Joker a Jim Barr così che potesse esaminarlo, dato che i capelli di Pinky, durante il combattimento, erano diventati di diamante. Sfortunatamente, le analisi rivelarono che il gas non era altro che ossido di azoto, il che significava che c'erano altre forze al lavoro su tutti gli oggetti inanimati. Bullettgirl e gli Hawks si unirono agli altri eroi ed ebbero le fotografie di notizie di altri super criminali che causavano guai nella parte oscura del pianeta. Gli eroi delle Terre 1 e 2 riuscirono ad intercettarli, erano Shade e Dottor Light. Gli eroi volanti cambiarono partner così da confondere i criminali; Bullettman e Hawkman corsero dietro a Shade, mentre Bullettgirl e Hawkgirl andarono alla caccia di Dottor Light.
Shade era al Museo del Louvre, dove faceva in modo che i personaggi dei quadri divenissero persone reali e uscissero dai quadri. Bullettman scoprì che avvicinandosi troppo ad una delle figure, la sua mano cominciò a cambiare, diventando bidimensionale. Le ali di Hawkman fecero volare via le figure dei quadri, e i due eroi andarono alla caccia di Shade. Bullettman riuscì ad utilizzare il suo Elmetto anti-Gravità per togliere il bastone dell'oscurità dalle mani di Shade. Quando Hawkman lo utilizzò per fare scomparire l'oscurità, anche Shade rimase sorpreso dal vedere che non successe niente. Hawkgirl e Bullettgirl dovettero vedersela contro Dottor Light al Parco Nazionale di Yellowstone. Dopo che i duplicati olografici di Light le ingannarono sulla strada di alcuni geyser, le due riuscirono a prendere il criminale, che fu trasformato in pietra. Anche il braccio di Bullettgirl divenne di roccia quando si avvicinò troppo. I duplicati di Light erano senzienti e dissero alle due supereroine che Light costruì un'arma per far sì che un satellite "trasformasse il giorno di nuovo in notte". Bullettgirl trovò l'arma e Hawkgirl sparò al satellite sopra di loro, ma di nuovo non successe nulla. Mentre le due eroine discutevano tra di loro per decidere cosa fare, infine decisero di utilizzare l'arma per muovere il satellite finché non si fossero schiatati l'uno contro l'altro. La distruzione dei due dispositivi fecero sì che tutto tornasse alla normalità, incluse le parti del corpo degli eroi che furono trasformate.
Le Lanterne Verdi, i Flash, Ibis e Mercurio si diressero verso la Terra-1 dove Mister Atom e Brainiac stavano attaccando il modello di una città futuristica chiamata Tomorrow. Una strana aura nera di ritorno faceva sì che gli eroi non potessero attaccare direttamente Mister Atom, e le Lanterne Verdi riuscirono a trovare la fonte dell'aura nella nave spaziale di Brainiac, che sostava sopra la città distrutta. Mentre Ibis e le due Lanterne fermavano Brainiac, i tre velocisti lavorarono in fretta e furia per salvare le persone che la furia di Mister Atom stava mettendo in pericolo. Alan Scott salvava le persone che cadevano, mentre Hal Jordan passò sotto l'effetto della nave spaziale di Brainiac e fu soggetto all'"Effetto Bario", che lo trasformò in uno scheletro vivente. Ibis arrivò in tempo per fermare Brainiac dall'ucciderlo, rivoltando l'arma del dittatore spaziale contro di lui. Riuscì anche a riportare Lanterna Verde alla normalità, e i due insieme distrussero la macchina di Brainiac, facendo scomparire l'aura nera di Mister Atom. Le due Lanterne andarono, quindi, a distruggere il dispositivo che faceva agire la gravità in modo strano, mentre Ibis fece ritornare la città di Tomorrow alla normalità. Ibis fu attaccata da Mister Atom prima che avesse avuto il tempo di istruire il suo scettro sul come contenere il robot. Mister Atom tentò di utilizzare lo scettro di Ibis per mandare l'eroina su una stella lontana, ma un meccanismo di sicurezza all'interno del bastone fece sì che il desiderio che egli espresse per Ibis si rivoltasse su di lui.
Poco dopo, tutti gli eroi si diressero alla Roccia dell'Eternità, dove King Kull teneva Shazam e gli dei anziani prigionieri. Superman assunse la guida della missione e volò all'interno, e rimase sorpreso di trovare King Kull in possesso di una roccia di kryptonite rossa. L'imprevedibile elemento prese il controllo della mente di Superman, riempiendola di desiderio di vendetta e di uccidere. Nel frattempo, Mercurio inviò Johnny Thunder a scovare gli alter ego della Famiglia Marvel. Dopo che Johnny pronunciò inavvertitamente la parola magica "Cei-U", comparve il suo Thunderbolt che trasformò i tre ragazzini in Capitan Marvel, Mary Marvel e Capitan Marvel Jr.. Thunderbolt portò quindi i quattro eroi alla Roccia dell'Eternità, dove Capitan Marvel si sbarazzò di King Kull e dei suoi Uomini-Bestia, Junior distrusse la kryptonite rossa, e Mary liberò gli dei anziani. Superman, però, era ancora sotto furia omicida; la sua esposizione alla kryptonite rossa lo rese immune agli effetti della kryptonite verde, che le Lanterne Verdi utilizzarono per tentare di fermarlo (costruendola con i loro anelli). Ricordando che Superman era vulnerabile alla magia, Capitan Marvel volò direttamente verso Superman e pronunciò la parola magica "SHAZAM!", non appena fu vicinissimo all'Uomo d'Acciaio. Il fulmine magico spezzò gli effetti della kryptonite rossa e fece tornare Superman alla normalità, che salvò Billy prima che cadesse. King Kull fu imprigionato con catene magiche che in teoria neanche il possente Ercole avrebbe potuto spezzare, e gli eroi ritornarono ai loro mondi.